# 蔡薿

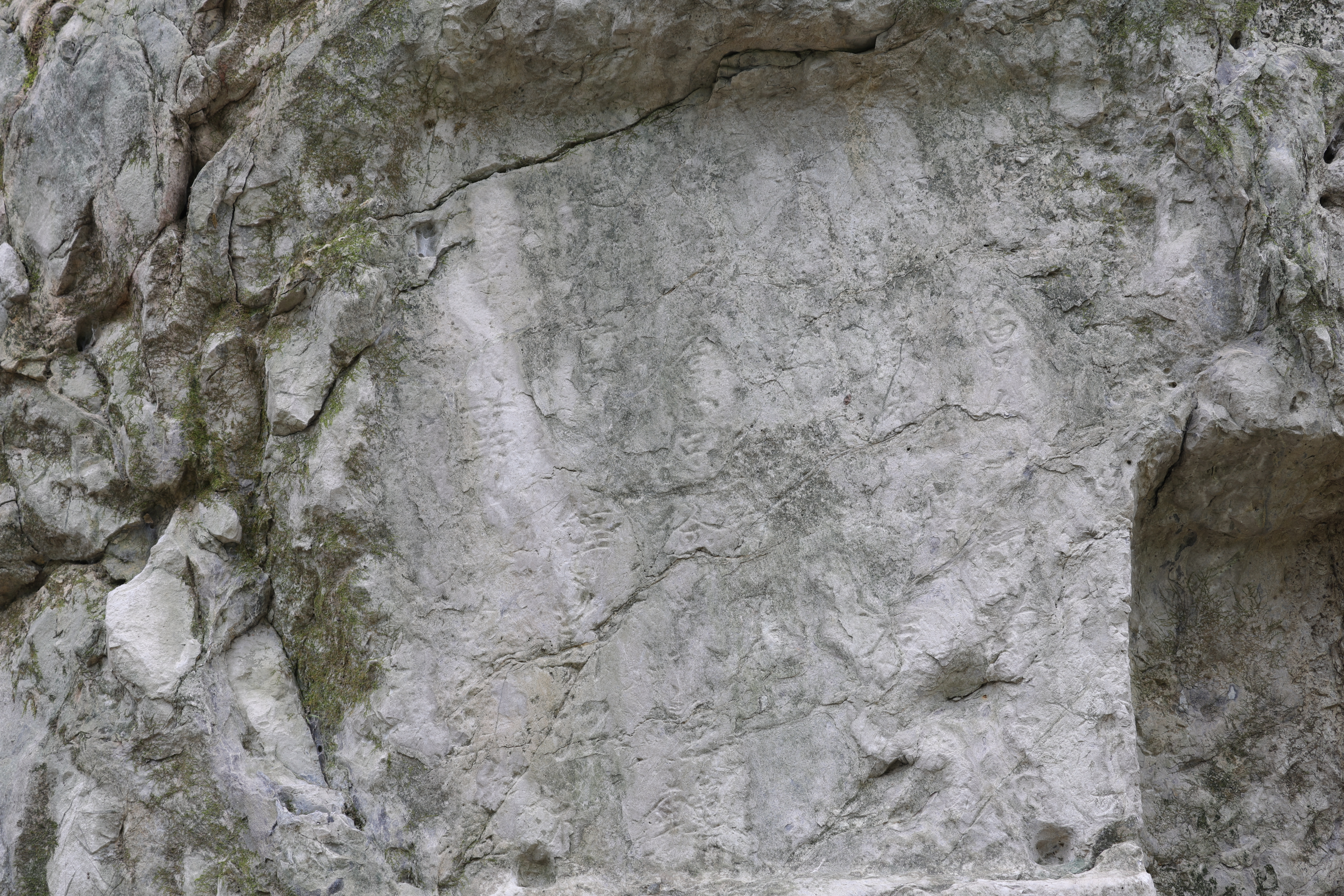
蔡薿于大观三年第一次知杭州时，在排衙石介亭与庄徽等人留下的题名。

蔡薿字文饶，开封人，祖籍泉州晉江。北宋末官僚。

## 履历
蔡薿于崇宁五年（1106）中进士第一名。他当时预计蔡京将得到复用，所以在对策时大力宣扬熙丰、绍圣时的政治，诋毁元祐更化以及建中靖国年间对元祐党人的平反。他的对策也因此被颁布天下。即除秘书省正字，迁起居舍人，不久，任中书舍人。其晋升之速，当时认为是前所未有的。
蔡薿为给事中，尊奉蔡京为叔父。等到蔡京让他与自己的儿子叙辈分，他改口说自己之前弄错了，蔡京不是叔父，应该是叔祖，蔡京的儿子都是他的父辈。大观二年（1108），宋徽宗信奉道教，颁布了八宝赦恩，令两省各取元祐党人任官。蔡薿极力反对，不肯书写诏书，因此为言官弹劾，出为和州知州。大观三年（1109）七月丁未，以奉议郎知和州，为显谟阁待制、知杭州，但仅到同年十月甲戌，便再任给事中。蔡薿与陈瓘交恶，试图陷其于死地。而未考取功名时，蔡薿曾称其谏疏似陆贽，刚方似狄仁杰，明道似韩愈。迁翰林学士，以妄议政事罢官，提举洞霄宫，知建宁府。又入为翰林学士承旨、礼部尚书。蔡薿依附权幸的行为招致徽宗不满，徽宗令蔡薿入对，准备当面斥责他，但蔡薿过了一个月都不去，徽宗怒，贬蔡薿为单州团练副使，房州安置。
政和二年（1112），蔡薿與郑久中、姚祐、张邦昌、宇文粹中同為《哲宗帝紀》修史官，以修成轉兩官。宣和元年（1119），以通议大夫提举嵩山崇福宫再知杭州。至宣和四年（1122）十一月癸巳离任，提举南京鸿庆宫。蔡薿在杭州任上，强扣本来要给西北戍卒的犒赏绢，戍卒们大怒，在蔡薿夜间与客人宴饮时火烧杭州州治，准备杀了他。蔡薿翻墙逃走，得以幸免。遂夺职罢归。宣和五年（1123）为徽猷阁待制，卒。